# Ruta salvatge
Ruta salvatge és una pel·lícula catalana dirigida per Marc Recha i Batallé. És un thriller rodat a la Cerdanya.

## Repartiment[5][6]
- Montse Germán - Ona
- Àlex Bolet
- Sergi López
- Marc Martínez
- Sergej Trifunovic
- Boris Isakovic
- Lluís Soler